# Frans-Cochinchina
Cochinchina (Frans: Cochinchine, Vietnamees: Nam Kỳ; Khmer: កម្ពុជាក្រោម, Kampuchea Krom) was van 1862 tot 1949  een Franse kolonie in het zuiden van het huidige Vietnam. De hoofdstad van de kolonie was Saigon, dat tegenwoordig Ho Chi Minhstad heet. Cochinchina besloeg het grootste deel van de huidige regio Zuid-Vietnam.

## Geschiedenis

### Voorgeschiedenis
In het noordelijke deel van dit gebied lag van de 2e eeuw tot 1822 het oude Koninkrijk Champa van de Cham. Dit rijk lag in het gebied tussen en rondom de steden Đà Nẵng en Nha Trang. Het gebied ten zuiden hiervan was ooit deel van het koninkrijk Funan, en werd later onderdeel van het Khmer-rijk. De Khmer werden in de 18e eeuw uiteindelijk door het keizerrijk Dai Viet Quoc verdreven. Als gevolg hiervan woont in dit gebied langs de grens met Cambodja een grote Khmer-minderheid, de Khmer Krom genaamd. 

### Franse kolonie
De Fransen gebruikten de door de Portugees Antonio de Faria voor heel Vietnam bedachte naam voor hun kolonie in Indochina. Deze kolonie werd in 1862 gesticht in het gebied dat de Fransen op de Nguyen-dynastie veroverd hadden. In 1887 werd Cochinchina, net zoals alle andere Franse kolonies in de regio, onderdeel van de Unie van Indochina. De  gouverneur behield na de overgang in de kolonie zijn functie. Zij zetelden eerst in Đà Nẵng en later in Saigon en waren grotendeels onafhankelijk van de Franse gouverneurs van Indochina. In 1945 was de regio kortstondig een onderdeel van het Keizerrijk Vietnam. In 1949 ging Cochinchina op in de nieuwgevormde Staat Vietnam.